# Bilderfels de Lemberg
Le Bilderfels est un rocher de la forêt communale de Lemberg et du département français de la Moselle.

## Histoire
Le rocher sculpté, au fond du vallon d'Oberbildermühlthal à un kilomètre au sud-est du village, est découvert en 1924 sur la paroi verticale d'un rocher de grès rougeâtre. Ce relief, très abîmé par le temps et l'humidité, représente une femme assise portant une tunique tombant jusqu'aux pieds et un voile maintenu par un diadème surmontant une coiffure en bandeaux. Dans son bras gauche, elle tient une corne d'abondance remplie de fruits.